# 滿洲鴉片小隊
《滿洲鴉片小隊》是由門馬司创作、鹿子插画的日本漫画。这部犯罪悬疑作品以二战前的满洲国为背景，讲述了來自日本的駐滿州國關東軍的主人公日方勇与身為中國人的女主角丽华一起参与非法鸦片生产的故事。于2020年4月9日至2021年9月16日在《Comic DAYS》（讲谈社所屬的網路漫畫程式）连载。随后转入《週刊Young Magazine》（同），从2021年第43期（2021年9月18日发行）开始恢复连载 。截至2025年4月，單行本發行量突破300万册。

## 概要
昭和12年（1937年），因身為關東軍軍人而移居至满洲国的日本軍人日方勇，在一次於察哈爾的军事演习中因试图帮助一名誤入演習地的中国男孩时被暗枪射中，导致右眼失明。
无法再担任战斗力的勇被强行撤出前线，转入以後勤為主的满洲開拓青少年義勇軍，而在此時他的母亲却感染了鼠疫，需要大量金钱来挽救母亲生命的勇偶然的发现了由同樣因身體殘缺而被編入後勤部隊的前軍人阵内所私下非法設立的罌粟种植场，並在之後被陣內發現後差點慘遭毒手時，由勇的妹妹在身後用石頭將陣內砸死，而為了急需金錢來搶救母親的勇便在之後毅然決然選擇将這一大片罌粟田用于商业目的。之后，因精通醫學及藥草知識的勇将罌粟精炼成鸦片，並將成品带到了青幫——即是中華民國第一大黑幫，並想讓他們買下以獲取金錢，而在此時的勇於青幫的根據地內見了麗華，一位能改變他之後命運的中國女子。

## 登場角色
日方勇（ひがた いさむ）
日本人，前關東軍軍人，右眼因槍傷而失明，並在眼眶周圍留有一道傷疤，現為满洲開拓青少年義勇軍所屬，擁有一定程度的醫學及藥草知識，並在青幫內部遇見了神祕的中國籍女子麗華。
麗華（リーファ）
中國人，身分為中華民國祕密結社青幫的領導人杜月笙的女兒，在一次見到勇所帶來的高純度鴉片後便對其產生興趣，並與之合作在滿州國境內銷售鴉片。
鈴
因父親生意失敗，而被父母賣到青幫的日本女孩，手上總是會抱著一隻熊玩偶，是父母在離開前送給她的玩具，並承諾會在之後賺錢將她贖回來，但實際上雙親之後就已被青幫殺害，並在之後被青幫內部的成員告知原來父母本來就沒打算要將其贖回，讓鈴一直以來的希望破滅，並在之後遇到了勇，並被勇拯救，並與他訂下了要一起回到日本的約定。
巴圖魯
蒙古人，畢業於滿洲的大學，精通蒙古語、漢語、俄語和日語，為勇在為了拓展鴉片業務時至蒙古人的領地內找來的守衛，原先擔任勇等人與蒙古部落首領之間的翻譯，但在首領與勇建立了友誼之後，便將巴圖魯送給他們當作護衛，原因是首領早就看破巴圖魯嚮往外界的生活而不願讓他待在蒙古部落裡面，巴圖魯便在向首領道謝了以後與勇一行人踏向新的旅途。

## 出版書籍
| 卷數 | 講談社         | 講談社                 | 尖端出版       | 尖端出版                                                                                   |
| 卷數 | 發售日期       | ISBN                   | 發售日期       | ISBN / EAN                                                                                 |
| ---- | -------------- | ---------------------- | -------------- | ------------------------------------------------------------------------------------------ |
| 1    | 2020年8月11日  | ISBN 978-4-06-520467-2 | 2024年10月8日  | ISBN 978-626-40-3100-4                                                                     |
| 2    | 2020年11月11日 | ISBN 978-4-06-521342-1 | 2024年10月8日  | ISBN 978-626-40-3101-1                                                                     |
| 3    | 2021年2月10日  | ISBN 978-4-06-522292-8 | 2024年10月8日  | ISBN 978-626-40-3102-8                                                                     |
| 4    | 2021年5月12日  | ISBN 978-4-06-523340-5 | 2024年12月30日 | ISBN 978-626-40-3195-0                                                                     |
| 5    | 2021年8月11日  | ISBN 978-4-06-524339-8 | 2024年12月30日 | ISBN 978-626-40-3196-7                                                                     |
| 6    | 2021年11月5日  | ISBN 978-4-06-525875-0 | 2024年12月30日 | ISBN 978-626-40-3197-4                                                                     |
| 7    | 2022年2月4日   | ISBN 978-4-06-526827-8 | 2025年1月14日  | EAN 471-770-22-9747-3（網路限定版） EAN 471-770-22-9724-4（特裝版） ISBN 978-626-40-3401-2 |
| 8    | 2022年4月6日   | ISBN 978-4-06-527477-4 | 2025年4月1日   | EAN 471-770-22-9768-8（特裝版） ISBN 978-626-40-3556-9                                     |
| 9    | 2022年6月6日   | ISBN 978-4-06-528107-9 | 2025年4月1日   | EAN 471-770-22-9769-5（特裝版） ISBN 978-626-40-3557-6                                     |
| 10   | 2022年9月6日   | ISBN 978-4-06-529116-0 | 2025年6月20日  | ISBN 978-626-40-3933-8                                                                     |
| 11   | 2022年12月6日  | ISBN 978-4-06-530032-9 | 2025年6月20日  | ISBN 978-626-40-3934-5                                                                     |
| 12   | 2023年3月6日   | ISBN 978-4-06-531057-1 | 2025年6月20日  | ISBN 978-626-40-3935-2                                                                     |
| 13   | 2023年6月6日   | ISBN 978-4-06-532030-3 |                |                                                                                            |
| 14   | 2023年9月6日   | ISBN 978-4-06-533013-5 |                |                                                                                            |
| 15   | 2024年1月9日   | ISBN 978-4-06-534301-2 |                |                                                                                            |
| 16   | 2024年4月5日   | ISBN 978-4-06-535242-7 |                |                                                                                            |
| 17   | 2024年7月5日   | ISBN 978-4-06-536270-9 |                |                                                                                            |
| 18   | 2024年10月4日  | ISBN 978-4-06-537261-6 |                |                                                                                            |
| 19   | 2025年1月6日   | ISBN 978-4-06-538177-9 |                |                                                                                            |
| 20   | 2025年4月4日   | ISBN 978-4-06-539223-2 |                |                                                                                            |
| 21   | 2025年7月4日   | ISBN 978-4-06-540169-9 |                |                                                                                            |